# Scandinavian Cup 1984
Der Scandinavian Cup 1984 im Badminton fand vom 25. bis zum 28. Oktober 1984 in Randers in Dänemark statt.

## Finalresultate
| Disziplin    | Sieger                   | Finalist                           | Ergebnis            |
| ------------ | ------------------------ | ---------------------------------- | ------------------- |
| Herreneinzel | Morten Frost             | Han Jian                           | 15:10, 15:9         |
| Dameneinzel  | Han Aiping               | Wu Dixi                            | 9:11, 11:2, 11:2    |
| Herrendoppel | Zhang Qiang Zhou Jincan  | Michael Kjeldsen Mark Christiansen | 17:15, 13:15, 18:15 |
| Damendoppel  | Lin Ying Wu Dixi         | Kim Yun-ja Yoo Sang-hee            | 15:1, 15:7          |
| Mixed        | Martin Dew Gillian Gilks | Dipak Tailor Gillian Gowers        | 17:14, 15:3         |